# Oleksandr Papuš
Oleksandr Serhijovyč Papuš (in ucraino Олександр Сергійович Папуш?; Mariupol', 14 gennaio 1985) è un ex calciatore ucraino, di ruolo difensore.

## Carriera
Ha giocato nella massima serie dei campionati ucraino e bielorusso.